# Boiling Springs (Caroline du Nord)
Pour les articles homonymes, voir Boiling Springs (homonymie).
La ville de Boiling Springs est située dans le comté de Cleveland, en Caroline du Nord, aux États-Unis. Selon le recensement de 2010, sa population est de 4 647 habitants.

## Démographie
| 1930 | 1940 | 1950  | 1960  | 1970  | 1980  |
| ---- | ---- | ----- | ----- | ----- | ----- |
| 672  | 613  | 1 145 | 1 311 | 2 284 | 2 381 |

| 1990  | 2000  | 2010  | - | - | - |
| ----- | ----- | ----- | - | - | - |
| 2 445 | 3 866 | 4 647 | - | - | - |